# Jhoon Rhee
Jhoon Rhee (kor. 이준구, Rhee Jhoon-goo; ur. 7 stycznia 1932 w Asan, zm. 30 kwietnia 2018 w Arlington) – wielki mistrz (ang. Grandmaster) sztuk walk, nazywany „ojcem amerykańskiego taekwondo”, z powodu sprowadzenia tego sportu do USA w 1956. Uznawany jest za głównego popularyzatora sztuk walk w Ameryce Północnej. W 1976 stworzył sprzęt ochronny, składający się z gąbczastej gumy, przeznaczony do treningów. Zmienił japoński styl walki kata, poprzez połączenie go z muzyką, który następnie nazwał Martial Ballet.
Trenował kopnięcia z Bruce'em Lee. Ćwiczył także z Muhammadem Ali, stosując trening czarnego pasa w taekwondo. Trenował również wielu amerykańskich senatorów oraz kongresmenów.
Jhoon Rhee był pierwszym instruktorem sztuk walk, który kładł duży nacisk na edukację, gdyż wymagał, aby jego uczniowie osiągali wyniki nauczania na poziomie przynajmniej B+ (powyżej średniej). Jest to krytyczna część systemu sztuk walk w Ameryce Północnej wpływająca na możliwość awansu do kolejnej rangi.